# Lách tách núi
Lách tách núi, tên khoa học Alcippe peracensis, là một loài chim trong họ Leiothrichidae. Chúng được Sharpe phân loại vào năm 1887.